# Góliát (képregény)
A Góliát nevű svéd képregényújság Magyarországon 1986 és 1992 között önálló kiadványban, majd ezután 1995-ig a Bobo című képregénnyel egybevonva, Bobo és Góliát címen jelent meg. Rajzolói közé tartozik Sören Axén, Sequence és Funny Pen.

## Története
A képregény egy kőkorszaki kisfiúról szól, Góliátról, aki utazásai és kalandjai során rengeteg dolgot ismer meg és sok barátra tesz szert. Legközelebbi barátaival, Ulrikával, Iwoval és Vízjáróval gyakran tesznek hosszabb kirándulásokat, ők a Kőbanda tagjai. Góliát barátai közé tartozik: Zuhanó, Dávid, Tekla, Bozontos, Pajti, Mirci; kimondott ellenségei Bambó, a gonosz varázsló, a fosztogatók és az óriásgyíkok népe, ezenkívül gyakran meggyűlik a baja a Bamba-fivérekkel és Nagyszájúval is. Apja, Tor Ékfalva vezetője. Kezdetben egyikük sem tud azonban az első számban megtalált Bűvös Baltáról, ami, ha nagy veszély fenyeget, megéled és cselekszik, de később a Kőbanda tagjai is megismerik képességét.
A havonta megjelent újság egy számban három-hat kalandot tartalmazott. A kalandokban néha utalás volt egy-egy korábbi eseményre, de inkább csak az egymásutániság jellemző. Az egyetlen történet, ami másik számokba is átnyúlt, az óriásgyíkok rabszolgáinak története volt. A fogságban tartott gyerekekkel először a 23. számban találkozhatunk, a 31. és 32. számokban megoldódik, hol lakhatnak, a 42. és 43. számokban pedig veszélyt kell elhárítaniuk, természetesen a Kőbanda segít.
A képregény világára a természetszeretet jellemző, minthogy Svédország egyik legszebb táján, Värmlandon játszódik. Szereplői tisztelik és óvják az erdőt, állatokat mentenek meg, de több mitikus, mesebeli lénnyel is összehozza a sors a szereplőket. A történetek egy része azonban nem az őskorban játszódik: Góliátnak van egy bűvös nyakéke, ebben lakik Időfelelős, aki Góliátot bizonyos kalandok során ide-oda röpítheti az időben. Néha Góliát lova, Bozontos is vele tart.

## A szereplőkről

### Góliát
A főszereplő kőkorszaki kisfiú, akinek korát 9 és 12 év között határozzák meg. Vannak olyan kalandjai, amik egész fiatalon történtek vele, hogy nem is emlékszik rájuk (Medveüvöltés c. kaland a 39. számban). Gyakran humoros történetek szereplőjévé válik. Ő találta meg az új falut, amit Ékfalvának neveztek el. Számos találmánya ismert: Nagyszájút megleckéztető szerkezetek, kerék, görtuskó (a gördeszka őskori megfelelője), ék, tyúkól és általában az állattartás: övé az első szelíd ló, macska és kutya.

### Ulrika
A Kőbanda lánytagja, aki semmivel nem halkabb annak fiútagjainál. A kalandokból mindig igyekszik kivenni a részét. Önálló kalandja a 27. számban volt, mikor egy lovat szelídített meg. Hajában csontot visel, s nem tűri, ha ezt piszkálják, vagy elveszik tőle.

### Iwo
Gyér hajú gyermek, a 22. számtól kezdve teljesen kopasz. Néha kissé finnyás és nyafogós, könnyen meg is sértődik. Lovagias, jól vág az esze.

### Vízjáró
Iwohoz hasonlít, mivel haját kétoldalt lenyírva csak a feje tetején, egy sávban hagyták meg. Rendkívüli erejére a 38. számban derült fény, ledöntött egy dolment, így menekültek meg a farkasoktól. Ruhája a 42. számban cserélődött le szőrméről ágyékkötőre, Klotild, a javasasszony tanácsára, ugyanis óriásbolhák kerültek bele.

### Bozontos
Góliát lova. A történet szerint Bozontos a világ első megszelídített lova. Bozontossal az első számban találkozott az olvasó, a Góliát, a Balta és a fűevők című kalandban. Az első számban Bozontos az, aki megmenti a termést a tűztől azzal, hogy elhúz egy sziklát a víz útjából. Ezzel kezdődik Torfalvában az állattartás. Önálló története is volt az 5. számban, ahol fogságba esett vadlovakat szabadított ki. Bozontost a 34. számban a vadászok törzse elfogta és meg akarta enni, Góliát azonban megmutatta nekik, hogyan süthetnek kenyeret. Ezzel Bozontost és a vadászokat is megmentette.

### Tor és Ina
Góliát szülei. Tor Ékfalva vezetőjeként sok jót cselekszik a falu lakóiért, amikor azonban vadászni vagy halászni van oda, Nagyszájú a vezető. Ina az egyik legszimpatikusabb szereplő. Az ő rajzolt alakja változott legtöbbet, az első számban még nem úgy rajzolták, ahogyan a későbbi számokban. Tor és Ina is gyakran látják el tanácsokkal a Kőbandát.

### Nagyszájú
Beszédes nevű lakója Ékfalvának. Ha Tor nincs a faluban, ő a helyettes vezér, s ilyenkor általában visszaél a jogaival. A Kőbanda alaposan megleckéztette már egy párszor, de Nagyszájú hajthatatlan. Mikor az ördögöknek vélt gyerekek megérkeztek, Nagyszájú felbujtotta a Bamba-fivéreket, hogy űzzék el őket. Általában buta, kapzsi, gyáva és hatalmaskodó figurának lehet jellemezni. Butaságát több csaló is megpróbálta kihasználni, mikor például a szivárvány kincsét kereste (34. szám), elfogták, és Góliát mentette ki Ulrika segítségével.

### A Bamba-fivérek
Nagybamba, Középső bamba és Kisbamba. A képregényben Nagyszájú mellett Góliát ékfalvi irigyei, akik gyakran verekednek egymással. Többször is versenyre keltek a Kőbandával, többek közt mikor tutajt építettek a vízesés fölött. Természetesen Góliáték mentették meg őket. Mikor Nagyszájú pártját fogják, akkor is pórul járnak (21., 27. és 32. szám).

### Bambó
A Fekete-hegyen élő gonosz varázsló, aki arra törekszik, hogy megszerezze Góliáttól az ékkövét. Mivel az ékkő elveszíti erejét, ha erőszakkal ragadják el, Bambó csak cselhez tud folyamodni: elveszi Ékfalvától a vizet (33. szám), hipnotizálja Góliátot (40. szám). Van egy szelíd, de ostoba farkasa, Bestia. A Bobo és Góliátban megjelent kalandokban nadrágot hord, a Góliát önálló számaiban csak ágyékkendőt. Arcát minden esetben fekete bunda fedi, csak ijesztő szemei látszódnak ki.

### Időfelelős
Néha Időtényezőnek is nevezik. Góliát nyakékében, az időkulcsban lakik. Vörösruhás, szakállas apró alak, aki néha időutazásra viszi Góliátot, hogy segítsen. A 36. számban a 20. század elejére röpítette Dávidot és Góliátot, hogy segítsenek egy bajbajutott családon. Egyszer történt nagyobb galiba, mikor a távoli jövőben feltalálták az időutazást, és Időfelelős Góliáttal együtt is ide-oda hoppantak az időben. Ennek úgy vetettek véget, hogy a jövőbeli időkulcsot a Bűvös Balta széttörte. Mivel nagy hatalommal bír, Bambó is meg akarja szerezni az ékkövet.

### Emberfelelős
Időfelelőssel együtt szokott néha megjelenni, feladata a történelem feletti őrködés, ezért amikor nagy zavar támad benne ő is megjelenik. Ugyanolyan kis szakállas alak, csak neki fekete ruhája van és egy nagy könyvet cipel, amibe lejegyzi a történelmi tényeket. Gyakran veszekszik Időfelelőssel, aki szerint hajlamos hanyagul végezni a munkáját.

### Góliát barátai az erdőkből
- Zuhanó és a repülők: Zuhanót Bombázónak is nevezik. Góliát egy tölgyfa odvában talált rá a Zuhanónak elkeresztelt lényre, aki nagyon szomorú volt, mert nem voltak barátai. Ő is a repülők népéhez tartozik, de szárnyai túl kicsik, lábai pedig túl nagyok ahhoz, hogy repülhessen. Góliát figyelt fel arra, hogy Zuhanó talán tudna a lábával csapkodva repülni, s ez sikerült is. A 40. számban szerepelt újra, mikor Bambó hipnotizálta Góliátot, s Zuhanó mentette meg.
- Dávid: Az apró emberkék vezére, aki a Csendes szelek völgyében él népével. Ő mentette meg Ulrikát a mérgespók csípésétől gyógyfőzettel. A 36. számban Góliáttal együtt tett időutazást.
- Klotild: Erdőben élő javasasszony, minden bajra tud gyógyírt. Ő égette el Vízjáró bolhás nadrágját és figyelmeztette a Kőbandát a földrengésre.
- a jetik: Góliát hozta össze őket, mikor Jeti elrabolta Ulrikát társaságnak, mert nagyon magányosnak érezte magát. Az Ulrika után való nyomozás közben találkozott a lány jetivel. Azelőtt mindkettő magányosan élt az erdőben.
- Pegazus, Szellő és Zeppelina: A 4. számban találkozott Góliát, Ulrika és Ivó Pegazussal azon a szigeten, ahová egy vihar sodorta őket és ahol minden óriási volt. Pegazus beleakadt egy pókhálóba. A szigetet úgy tudták elhagyni, hogy Pegazus hátán hazarepültek, de ahhoz, hogy Pegazus repülni tudjon, ennie kellett. Pagazus azonban csak a szépséggel táplálkozik, és a szigeten nem volt semmi szép. Így a Bűvös Balta faragott ki egy hatalmas és szép szobrot, ennek a nézésével lakott jól. Szellő és Zeppelina a gyermekei. Őket elrabolták és almatolvajlásra késztették, de Góliát kimentette őket.
- Óriás: Zöld, egyszemű, pikkelyes halember, aki a tengerben él; Góliáték a 7. számban azert találkoztak vele, mert ráakadtak egy beszélő gyöngyre, ami tudást és gazdagságot ígért az embereknek, de valójában egy gonosz tintahal volt, akit a bizarr külsejű Óriás üldözött, hogy megállítsa. Miután Góliát és Ulrika egy szakadék miatt nem tudott továbbmenekülni a gyönggyel, megküzdött a gyöngyből ekkor tintahallá váló lénnyel, majd visszadobta a tengerbe. Mielőtt ő is visszament volna figyelmeztette Góliátékat, hogy sose a külső alapján ítéljenek meg másokat.

### Tekla és Hajnal
Tekla egy kislány, aki anyjával, Hajnallal érkezett egy viharos éjjel Ékfalvára. Vörös haja van, amiben két kisebb csontot visel. Mint hamar kiderül mindketten nagyon manipulatívak és beképzeltek: Hajnal egy vonzó külsejű nő, aki hamar behálózza Nagyszájút, hogy házat építsen neki, Tekla pedig mindenféle fantasztikus történettel kápráztatja el a fiatalokat, kivéve Ulrikát, aki kezdettől fogva látja, hogy csak a szájuk nagy a jövevényeknek, amivel szeretnének a figyelem középpontjában lenni és kihasználni másokat a maguk hasznára. Miután megmutatja Góliátnak a Hajnal által munkára befogott Nagyszájút, ő is egyetért ezzel, ezért a barátságáért ajándékokat kérő Teklának teljesen ingyen felajánlja a maga barátságát, majd Ulrikával együtt otthagyják. A kislány így őket nem képes befolyásolni, de Góliátéra azért még tesz kísérleteket.

### Okos Oszkár
Ékfalva feltaláló hajlamú lakója, kopasz, őszbajszú ember. Többször is Góliáttal együtt old meg problémákat, például amikor az általa feltalált „Mennydörgős mennykő” nevű robbanószer a fosztogatók birtokába jut, Góliát és Oszkár hatástalanítják az elkészült anyagot egy semlegesítőporral, amit szintén Oszkár készített.

### A fosztogatók és az óriásgyíkok
A fosztogatók mint nevük is mutatja falvak és emberek kifosztásából élő, férfiakból álló csoport. Nemegyszer indulnak Ékfalva kifosztására, de Góliát mindig megakadályozza és megfutamítja őket. Első alkalommal például világító mohával fedte be magát, Bozontost és a Bűvös Baltát, majd a falujára támadó fosztogatókat „kísértetként” szétzavarta, akik fejvesztve elmenekültek.
Az óriásgyíkok föld alatt élő, rosszindulatú, gyíkszerű lények, akik először gyerekrabszolgákkal bányásztattak ki drágaköveket, mígnem Góliát kiszabadította őket, később aztán egy véletlenül Bambáékhoz került óriásgyíktojásból kikelt gyíkkölyök okozott problémákat, amit végül kalandosan Góliát és Kisbamba juttatott vissza a gyíknépséghez.

## Forrás
- Góliát – kepregenydarab.hu
- Góliát – halozsak.hu